# Usť-Omčug
Usť-Omčug (rusky Усть-Омчуг) je sídlo městského typu, správní centrum Tenkinského okresu v Magadanské oblasti v asijské části Ruska. Žije zde 2 529 obyvatel (2024).

## Geografie
Obec se nachází na jihovýchodním úpatí pohoří Suntar-Chajata, které v oblasti dosahuje výšky přes 1800 m, při ústí levého přítoku Omčugu do Dětrinu. Od oblastního centra Magadanu je Usť-Omčug vzdálen vzdušnou čarou asi 180 km severozápadním směrem.

## Etymologie
Název obce pochází z evenčtiny, kde omčuk znamená bažina nebo údolí. Jméno osady vzniklo podle řeky Omčug.

## Dějiny
Osada byla založena v roce 1939 v souvislosti s rozvojem ložisek zlata a cínu v oblasti.
Od roku 1949 do roku 1956 byl Usť-Omčug sídlem správy trestního tábora Tenka (TenLag) spravovaným státním trustem Dalstroj v tzv. vězeňském systému Gulag. Táborem prošlo až 18 tis. vězňů, kteří byli zaměstnáni především v hornictví a lesnictví.
V roce 1953 získal Usť-Omčug status sídla městského typu. V roce 1955, po uzavření tábora nucených prací Butugyčag s uranovými a cínovými doly, byla vesnice Nižnij Butugyčas opuštěna a její obyvatelstvo bylo přesunuto do Usť-Omčugu. 
V 80. letech 20. století se počet obyvatel obce udržoval na deseti tisících, maxima dosáhl v roce 1989, kdy zde žilo 11 300 obyvatel. Do Usť-Omčugu byl přesunut velký Leninův památník z Magadanu, byl umístěn na ústředním náměstí, které po Leninovi bylo pojmenováno. V Usť-Omčugu se budovaly pětipatrové obytné budovy a počet obyvatel narůstal.
S rozpadem SSSR přišel odliv obyvatel do evropské části Ruska. V obci je nedostatek lékařů a učitelů, obyvatelstvo se potýká s problémy s teplou vodou a s vytápěním. Pošta je doručována jen dvakrát týdně. Obytné budovy chátrají a příjezdové silnice jsou ve velmi špatném stavu. Obec se vylidňuje.

## Podnebí
Usť-Omčug má velmi chladné subarktické klima. Zimy jsou dlouhé a velmi chladné, až osm měsíců jsou teploty pod nulou, takže půda zůstává trvale zamrzlá. Průměrné teploty v Usť-Omčugu jsou asi -30 °C (v lednu) až +17 °C (v červenci).

## Doprava
1 km od centra Usť-Omčugu se nachází letiště, které zajišťuje vnitrostátní lety. Je zde pravidelná letecká linka do Magadanu, zajišťovaná letounem TVS-2MS.
Z místního autobusového  nádraží odjíždějí pravidelně autobusy do Magadanu, Palatky, Omčaku a Sokolu.
Usť-Omčug leží na regionální silnici, která odbočuje z rychlostní silnice R504 Kolyma (bývalý Kolymský trakt) v Palatce vzdálené 180 km a pokračuje na severozápad, kde se západně od Susumanu opět napojuje na R504.
Usť-Omčug je logistickým centrem pro těžařské společnosti sídlící v této oblasti.

## Ekonomika
- Těžební a zpracovatelský závod na zlato a stříbro
- Opravna důlních zařízení
- Lespromchoz
- Electrum-plus

## Kultura
Je zde centrum pro volný čas a umění, Muzeum místní tradice a kino. Dominantou je pravoslavný chrám svaté Xénie z Petrohradu.

## Slavní rodáci
- Oleg Slepynin (* 1955) – ruský spisovatel, básník, scenárista a publicista

## Galerie

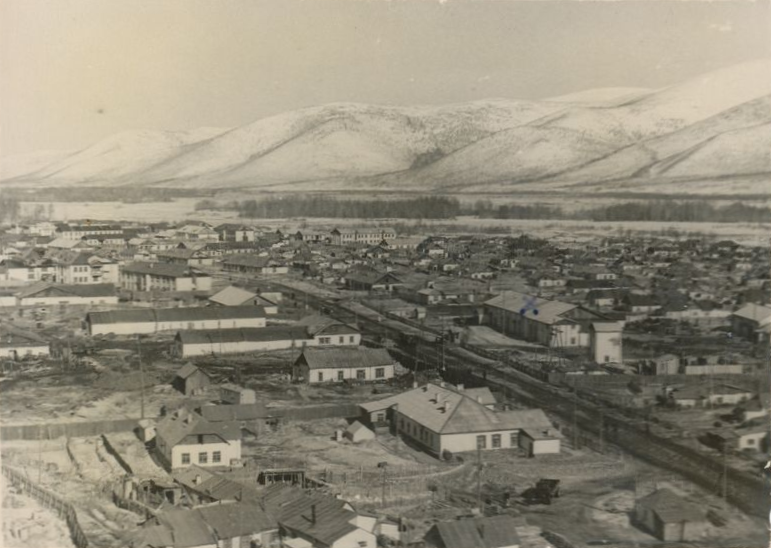
Pohled na Usť-Omčug (1958)
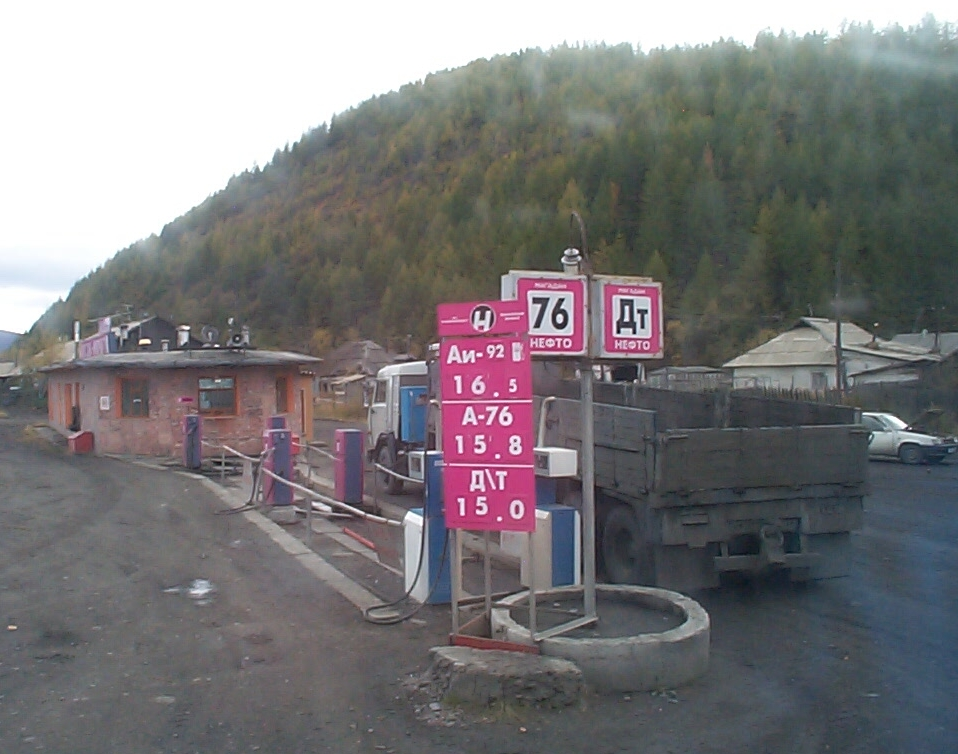
Benzínka v obci (2004)
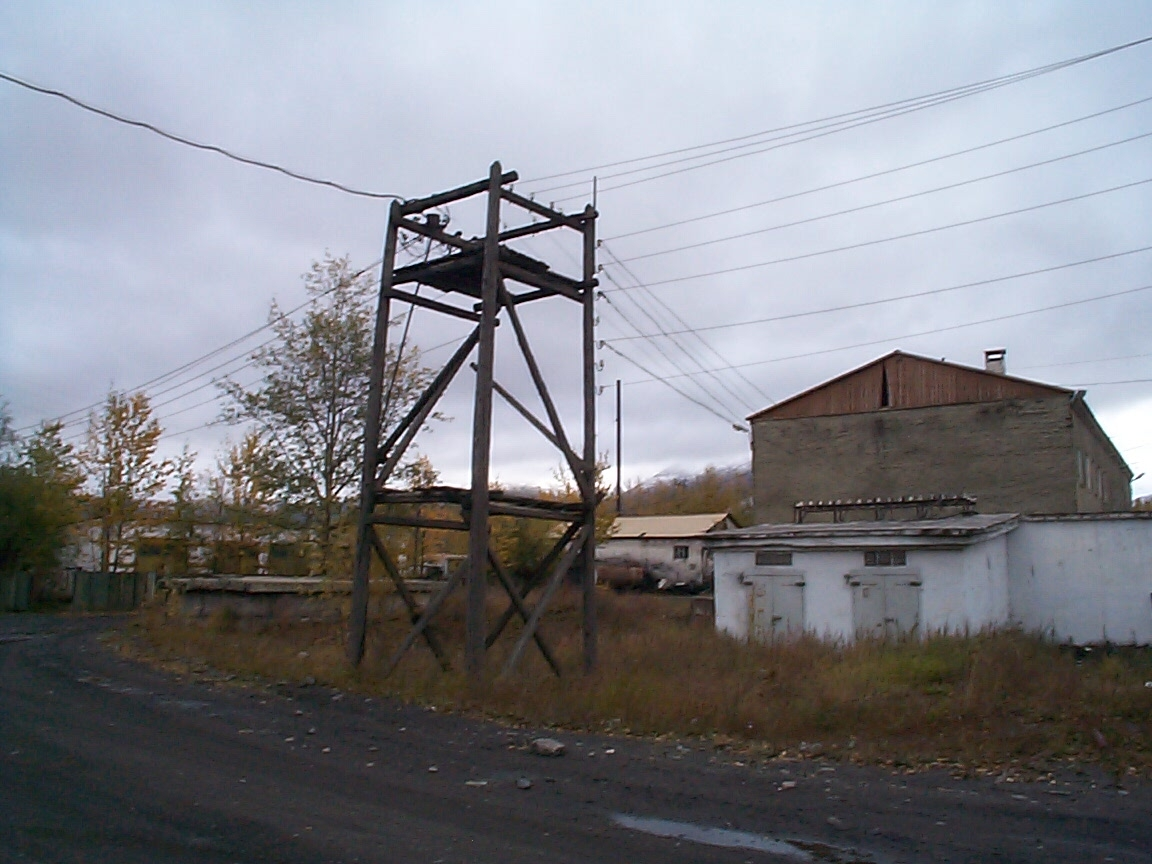
Chátrající elektroinstalace (2009)
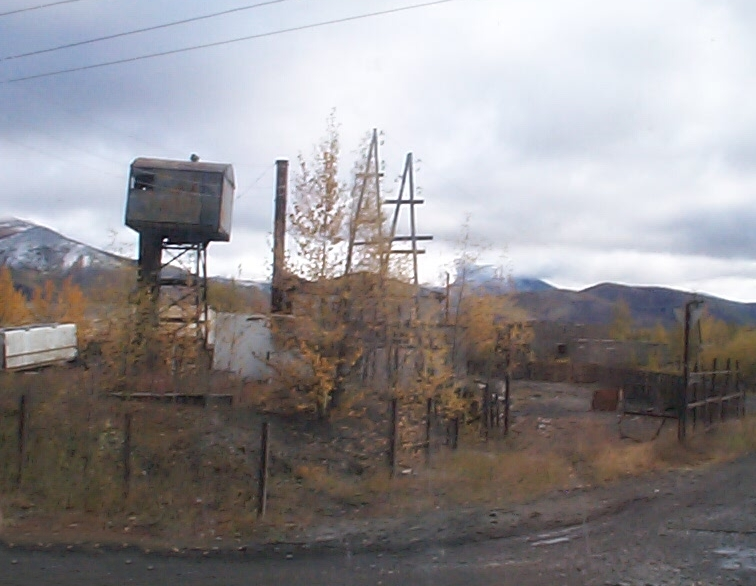
Chátrající Usť-Omčug (2009)
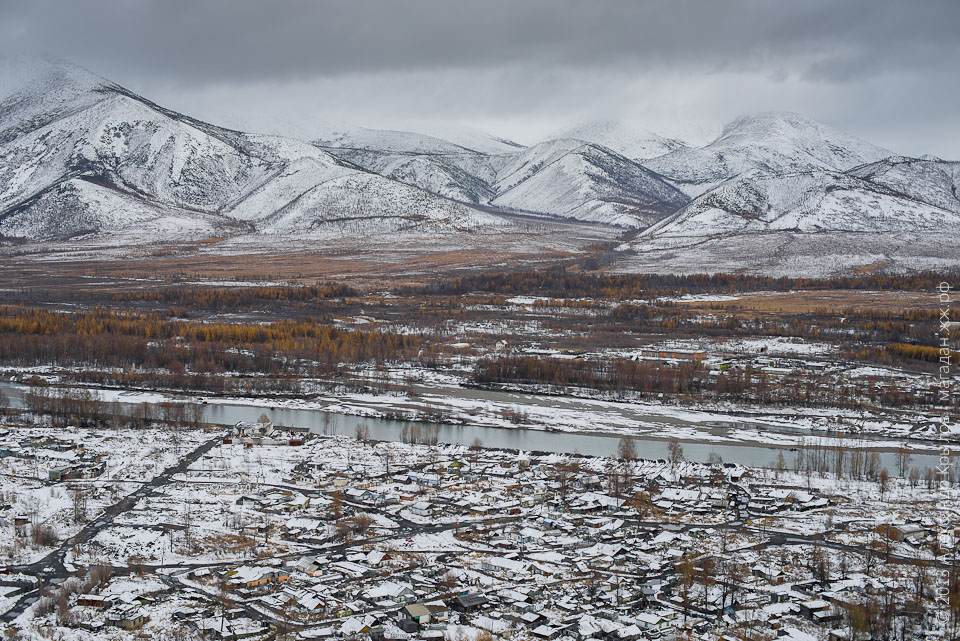
Letecký pohled na Usť-Omčug (2013)